# Forget Me Not (film 2015)
Forget Me Not (忘れないと誓ったぼくがいた, Wasurenai to Chikatta Boku ga Ita) è un film del 2015 diretto da Kei Horie.
Una situazione paradossale e inspiegabile, quella di una ragazza di cui nessuno pare riuscire a trattenere il ricordo se non per brevissimo tempo, fa riflettere sulla precarietà delle relazioni umane e anche sul senso di come si debba vivere ogni momento presente. .

## Trama
Takashi, liceale al terzo anno, mentre sta tornando a casa di fretta in bicicletta, si scontra con una ragazza che stava attraversando la strada. L'incidente non ha particolari conseguenze, con il ragazzo che restituisce una catenina che nell'impatto era caduta per terra, e lei che lo guarda a lungo ma senza dirgli nulla.
Il seguente è l'ultimo giorno di scuola e Takashi, colpito dall'incontro della sera precedente, riconosce in una studentessa che esce da scuola la ragazza con cui si è scontrato. La saluta dicendosi stupito di non averla mai notata prima. Il caso vuole che i due si incontrino di nuovo e allora Takashi si fa più intraprendente e insiste per saperne il nome e per potersi vedere di nuovo. Lei allora gli dice il suo nome, Oribe Azusa, facendogli poi una strana richiesta: lui deve promettere di non dimenticarlo.
I due prendono a frequentarsi e, innamorati, passano gran parte delle vacanze estive insieme. Lei svela quindi la singolare condizione in cui è inspiegabilmente condannata a vivere da più di un anno. Tutti la dimenticano. I compagni di scuola, gli amici, persino il padre. Il suo innamorato sembra fare eccezione e quindi questa cosa le dà grande speranza.
Quando un giorno Azusa si reca da Takashi che non è in casa, non si meraviglia che nessuno dei familiari di lui la riconosca, pur avendola vista tante volte. Poi entra in camera di lui e vede il proprio nome scritto su mille post-it insieme ad altri appunti che il ragazzo prendeva per non dimenticarsi di lei. Aprendo poi dei filmati salvati sul pc di Takashi, si scopre che i due stavano insieme già l'anno precedente, con Takashi che le regalò la catenina che lei rischiò di perdere nell'incidente con cui la storia sembrava essere cominciata. 
Dunque, anche Takashi, pur naturalmente e costantemente attratto da lei, consapevole del problema e quindi organizzatosi per superarlo, non può far nulla per evitare di dimenticarla.

## Produzione

### Cast
La ventenne Akari Hayami, già idol come cantante nel gruppo Momoiro Clover Z, aveva partecipato a diversi film, tra i quali proprio un anno prima di Forget Me Not, in My Pretend Girlfriend per la prima volta da protagonista.